# Communication Breakdown
Singles de Led Zeppelin
Whole Lotta Love / Living Loving Maid (She's Just a Woman)
(1969)
Pistes de Led Zeppelin
Black Mountain Side
(6) I Can't Quit You Baby
(8)
Communication Breakdown est une chanson du groupe de rock britannique Led Zeppelin. Elle a été écrite en collaboration par Jimmy Page, John Paul Jones, Robert Plant et John Bonham. Elle figure sur le premier album du groupe, Led Zeppelin, sorti le 12 janvier 1969, et fait également partie du premier single du groupe. Le single est sorti le 10 mars 1969, en compagnie de Good Times Bad Times en face A. Contrairement à l’album, il n’a pas été populaire à sa sortie, n’atteignant que la 80e place des charts américains, entre autres. Elle est considérée comme la première chanson de pure Hard Rock de l'histoire.

## Écriture
Le riff de guitare électrique fut développé par Jimmy Page durant la toute première tournée du groupe, en Scandinavie, lorsqu’ils s’appelaient encore The New Yardbirds. Le texte fait allusion à la chanson Nervous Breakdown d’Eddie Cochran ; la structure du riff en est légèrement inspiré.

## Dans la culture populaire
La chanson est présente dans le film Small Soldiers (1998) de Joe Dante.